# Копач (Лодзинське воєводство)
Копач (пол. Kopacz) — село в Польщі, у гміні Блашки Серадзького повіту Лодзинського воєводства.
У 1975-1998 роках село належало до Серадзького воєводства.